# Alceste (Lully)
Alceste ou Le triomphe d’Alcide ist eine Tragédie lyrique (Oper) in einem Prolog und fünf Akten von Jean-Baptiste Lully (Musik) mit einem Libretto von Philippe Quinault nach Motiven aus der Tragödie Alkestis des Euripides. Sie wurde am 19. Januar 1674 im Palais Royal der Pariser Oper uraufgeführt.

## Handlung

### Kurzfassung
Prolog. Die Nymphe der Seine wartet sehnlichst auf die Rückkehr ihres Helden, bis dieser durch kriegerische Musik angekündigt wird. Nymphen und Waldgötter feiern dieses Ereignis.
Erster Akt. Der thessalische König Admète feiert seine Hochzeit mit Prinzessin Alceste. Alcide (Herakles) und Licomède, die Alceste ebenfalls lieben, sind eifersüchtig auf sein Glück. Licomèdes Vertrauter Straton ist unglücklich in Alcestes Freundin Céphise verliebt, die ihn für Alcides Freund Lychas verlassen hat. Céphise will sich nicht auf einen einzigen Mann festlegen. Licomède und Straton entführen die beiden von ihnen begehrten Frauen auf die Insel Skyros. Licomèdes Schwester, die Nereide Thétis, entfacht einen Sturm, um Admète an der Verfolgung zu hindern, doch der Windgott Eole besänftigt die Winde im Auftrag von Alcides Vater Zeus.
Zweiter Akt. Die Verfolger erreichen Skyros ebenfalls. Licomède und Straton verschanzen sich mit ihren Geiseln in der Stadt, die nach kurzer Belagerung von den Gegnern eingenommen wird. Lychas nimmt Straton gefangen, und die Frauen werden befreit. Admète jedoch wurde in der Schlacht tödlich verwundet. Der Gott Apollon verkündet, dass er nur gerettet werden könne, wenn sich jemand freiwillig an seiner Stelle opfert. Als Lohn für diese Tat verspricht er ewigen Ruhm und ein prächtiges Denkmal.
Dritter Akt. Da keiner von Admètes Freunden oder Verwandten zu diesem Opfer bereit ist, ersticht Alceste sich selbst und rettet dadurch ihren Gemahl. Dieser ist so verzweifelt darüber, dass er ihr in den Tod folgen will. Da bietet Alcide an, in die Unterwelt hinabzusteigen, um Alceste wieder ins Leben zu holen. Als Lohn für diese Tat verlangt er, dass Admète sie anschließend ihm überlässt. Admète ist einverstanden. Die Göttin Diane verspricht Alcide ihre Hilfe, und Mercure öffnet ein Tor zur Unterwelt, durch das Alcide herabsteigt.
Vierter Akt. Alcide überwindet den Höllenwächter Charon und den Höllenhund Cerbère und dringt in den Palast Plutons ein, wo gerade Alcestes Ankunft gefeiert wird. Seine große Liebe überzeugt Pluton und dessen Frau Proserpine, Alceste wieder freizugeben.
Fünfter Akt. Die Griechen feiern Alcides und Alcestes Rückkehr. Lychas lässt Straton frei. Vor die Wahl zwischen beiden Männern gestellt, bevorzugt Céphise jedoch die Ehelosigkeit. Admète nimmt von Alceste Abschied, die seinem Versprechen gemäß Alcide heiraten soll. Von dieser Szene ist Alcide so gerührt, dass er auf Alceste verzichtet und das Paar wieder vereint. Alle feiern seinen Ruhm und die Liebe.

### Prolog
Am Ufer der Seine in den Tuilerien-Gärten
Die Nymphe der Seine wartet sehnsüchtig auf die Heimkehr ihres Helden („Le héros que j’attens ne reviendra-t’il pas?“). Kriegerische Musik unterbricht ihre Klagen. Der Ruhm erscheint und verspricht die baldige Ankunft des Helden, der den stolzesten Fluss unterworfen habe (eine Anspielung auf die Rheinüberquerung König Ludwigs XIV. im Holländischen Krieg am 12. Juni 1672). Die Nymphe der Seine ruft zur Feier weitere Nymphen, Najaden und Wald- und Flussgötter herbei. Die Nymphe der Tuilerien preist die Übereinstimmung von Kunst und Natur („L’Art, d’accord avec la Nature“). Alle singen, spielen auf ihren Instrumenten, tanzen und freuen sich über die Rückkehr der Vergnügungen (Chor „Quel cœur sauvage“).

### Erster Akt
Iolkos in Thessalien; ein Hafen mit einem großen festlich geschmückten Schiff inmitten vieler Kriegsschiffe
Szene 1. Die Einwohner Thessaliens feiern die bevorstehende Hochzeit von König Admète mit Prinzessin Alceste. Nur Alcide (Herakles) will das Fest vorzeitig verlassen, da er sich selbst Hoffnungen auf Alceste gemacht hatte. Sein Freund Lychas rät ihm, mit seiner Abreise wenigstens bis nach dem Fest zu warten, um kein Aufsehen zu erregen.
Szene 2. Auch Straton, ein Vertrauter des Königs Licomède von Skyros, ist unglücklich. Er liebt seit langem Alcestes Freundin Céphise.
Szene 3. Straton bittet Lychas um Hilfe in seinen Liebesnöten, erhält jedoch nur Spott zur Antwort. Lychas hat selbst ein Verhältnis mit Céphise, ohne es besonders ernst zu nehmen.
Szene 4. Straton wirft Céphise Untreue vor. Sie fühlt sich jedoch völlig im Recht. Als sie Straton vor zwei Jahren ihr Herz versprochen hatte, habe sie es ehrlich gemeint. Es sei schließlich nicht ihre Schuld, dass ihr Lychas jetzt besser gefalle. Für eine Frau sei es völlig normal, ihre Meinung zu ändern (Duett: „Il faut [aimer] toujours [changer]“).
Szene 5. Licomède, der Alceste ebenfalls begehrt, versichert Céphise, dass er sich jetzt von diesen Gefühlen frei fühle. Céphise bezweifelt das. Daraufhin eröffnet Licomède die Feierlichkeiten.
Szene 6. Alle preisen das Brautpaar.
Szene 7. Meeresnymphen und Tritonen führen ein maritimes Fest auf, an dem auch Matrosen und Fischer teilnehmen (zwei Tritonen: „Malgré tant d’orages“ – Céphise: „Jeunes cœurs, laissez-vous prendre“). Licomède nutzt die Gelegenheit, Alceste auf sein Schiff zu locken. Straton und Céphise folgen den beiden. Als jedoch auch Admète und Alcide die Landebrücke betreten, fällt diese ins Meer. Licomède und Straton entkommen mit den beiden entführten Frauen.
Szene 8. Die Nereide Thétis hilft ihrem Bruder Licomède bei der Flucht, indem sie einen Sturm entfacht.
Szene 9. Der Windgott Eole weist die bösartigen Nordwinde im Auftrag von Alcides Vater Zeus in ihre Schranken, sodass dieser und Admète mit ihren Schiffen die Verfolgung aufnehmen können.

### Zweiter Akt
Die Hauptstadt der Insel Skyros
Szene 1. Céphise erklärt Straton, dass sie ihre Flatterhaftigkeit nur vorgetäuscht habe, um seine Verliebtheit zu steigern. Da sie eine Ehe mit ihm aber ablehnt, glaubt er ihr kein Wort.
Szene 2. Licomède will Alceste überreden, seiner Liebe nachzugeben. Sie bleibt Admète jedoch treu. Straton warnt ihn, dass die Verfolger nahen. Alle ziehen sich in die Stadt zurück. Licomèdes Soldaten verschließen die Tore. Sie sind zum Kampf bereit.
Szene 3. Admète und Alceste rücken mit ihren Truppen gegen die Stadt vor.
Szene 4. Die Belagerten nehmen den Kampf gegen die Angreifer auf. Ihre Mauern halten den Belagerungswaffen der Griechen jedoch nicht stand. Ein letzter verzweifelter Ausfall wird niedergeschlagen. Lychas nimmt Straton persönlich gefangen.
Szene 5. Admètes achtzigjähriger Vater Phérès bedauert, zu spät gekommen zu sein, um noch am Kampf teilnehmen zu können.
Szene 6. Alcide führt die befreiten Frauen zu Phérès und verabschiedet sich von ihnen, um anderswo weiteren Ruhm zu suchen.
Szene 7. Alceste kann es kaum erwarten, Admète wiederzusehen.
Szene 8. Admète wurde in der Schlacht schwer verwundet und liegt im Sterben. Ihm und Alceste bleibt nur noch der Abschied (Duett: „Alceste, vous pleurez!“).
Szene 9. Der Gott Apollon verkündet, dass Admète gerettet werden könne, wenn sich jemand bereit erkläre, an seiner Stelle zu sterben. Dieser werde ewigen Ruhm erlangen, und die Künste (les Arts) werden ihm ein prächtiges Denkmal errichten. Während Apollon davonfliegt, beginnen die Künste mit dem Bau des Monuments.

### Dritter Akt
Das große von den Künsten erbaute Monument; in der Mitte ein leerer Altar für die sich opfernde Person

Franz Ertinger: Szene aus dem dritten Akt, 1703

Szene 1. Alceste beklagt, dass man sie trotz des drohenden Todes ihres Mannes nicht mehr zu ihm lassen will. Phérès und Céphise erklären ihr, dass dies seinen Schmerz nur noch vergrößern würde. Leider ist keiner von Admètes Freunden bereit, sich für ihn zu opfern. Phérès hält sich für zu alt dazu. Er glaubt, sein Sohn wurde dadurch nur wenige Tage gewinnen. Die erst fünfzehnjährige Céphise ist noch nicht bereit, ihr junges Leben zu beenden. Alceste erkennt, dass nur „die Liebe“ ihren Mann noch retten kann.
Szene 2. Admètes Knappe Cléante und der Chor beklagen den jetzt unmittelbar bevorstehenden Tod des Königs.
Szene 3. Admète ist überraschend wieder genesen (Chor: „O trop heureux Admète“) und freut sich darauf, Alceste wiederzusehen. Da öffnet sich der Altar und zeigt das Abbild der sich selbst erstechenden Alceste.
Szene 4. In einem großen Divertissement (Refrain: „Alceste est morte!“) betrauern alle Anwesenden Alcestes Tod. Admète bricht vor Schmerz zusammen.
Szene 5. Während einer großen Begräbniszeremonie schmücken Trauergäste die tote Alceste mit Blumen und Preziosen.
Szene 6. Admète erwacht von seiner Ohnmacht. Er sieht keinen Sinn in einem Leben ohne Alceste und beschließt, ihr ins Grab zu folgen.
Szene 7. Alcide hat unmittelbar vor seiner Abreise die Trauerlaute vernommen und ist zurückgekehrt. Er erklärt Admète, dass er Alceste ebenfalls liebe, und bittet ihn, sie ihm zu überlassen. Er wolle zu Pluton in den Hades hinabsteigen, um die Schatten zu zwingen, sie freizugeben. Admète ist einverstanden, auf seine Braut zu verzichten, wenn sie nur ihr Leben zurückgewinnt.
Szene 8. Der Mond erscheint und öffnet sich. In ihm befindet sich auf einer strahlenden Wolke die Göttin Diane. Sie verspricht Alcide ihre Hilfe. Mercure fliegt herein und öffnet mit seinem Stab einen Eingang zur Unterwelt. Alcide steigt hinab.

### Vierter Akt
Der Fluss Acheron und seine düsteren Ufer
Szene 1. Charon wacht in seinem Boot über den Eintritt zur Unterwelt (Air: „Il faut passer tôt ou tard“). Er lässt nur diejenigen Schatten ein, die den von ihm verlangten Preis zahlen (Air: „Donne, passe“). Die Zurückgewiesenen beklagen ihr Schicksal.
Szene 2. Alcide springt in das Boot, das durch sein Gewicht zu sinken droht. Die anderen Insassen fliehen. Charon warnt ihn vor der Strafe der Unterweltgötter. Dennoch treibt Alcide ihn zur Eile an.
Der Palast Plutons

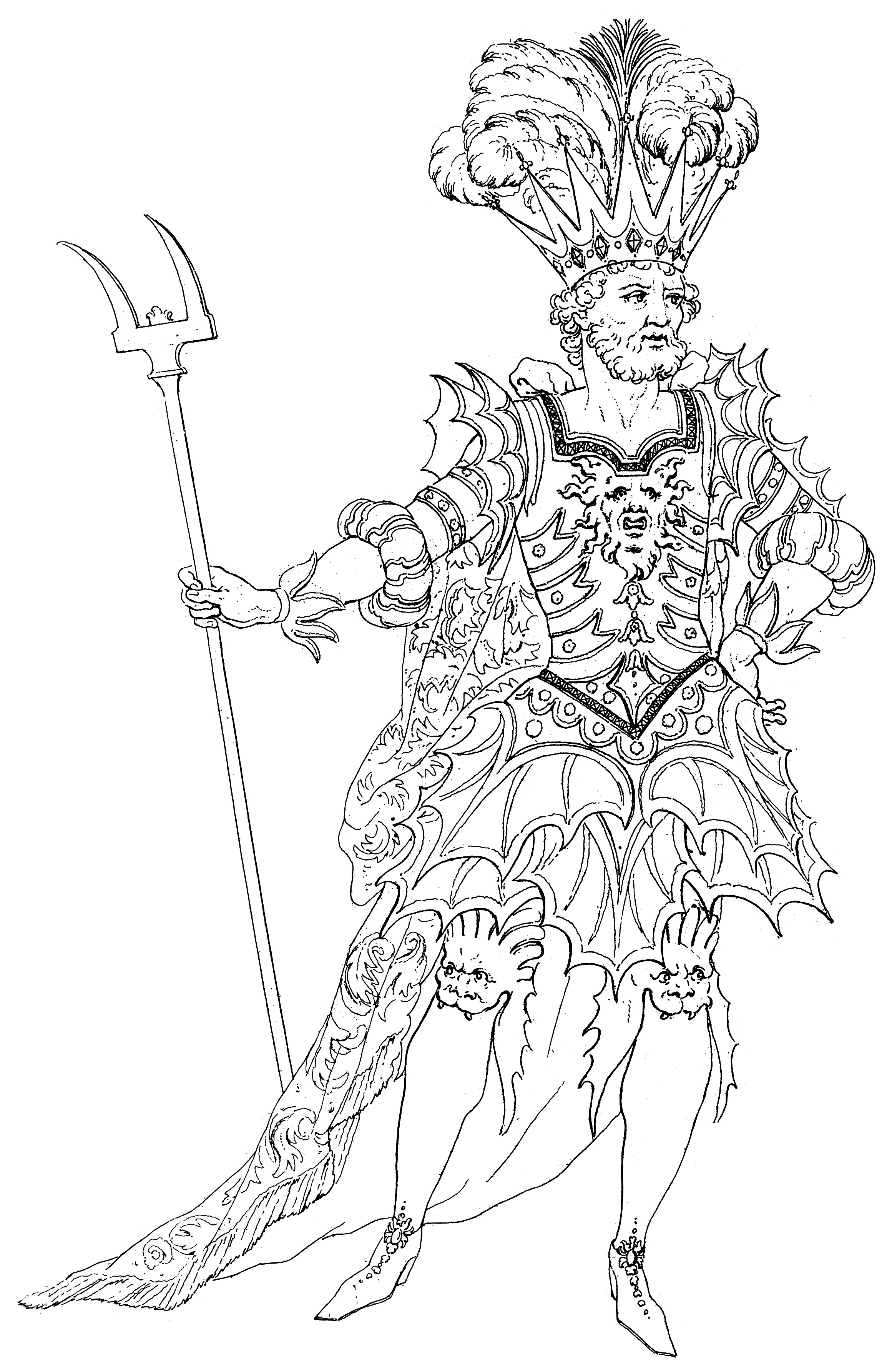
Jean Bérain: Kostümskizze des Pluton im vierten Akt

Szene 3. Pluton und Proserpine heißen den Schatten Alcestes in ihrem Reich willkommen und versprechen ihr ewigen Frieden. Hier soll ihr jeder Wunsch erfüllt werden. Die anderen Schatten feiern ihre Ankunft (Fête infernale).
Szene 4. Die Furie Alecton unterbricht das Fest mit einer Warnung vor der Ankunft des unbesiegbaren Alcide. Pluton lässt den Höllenhund Cerbère los (wortloses Bellen des Chores).
Szene 5. Alcide legt Cerbère an eine Kette und dringt in den Palast ein. Er will hier keinen Ärger machen, sondern verlangt einzig die Rückgabe Alcestes. Pluton, Proserpine und die Höllengeister sehen ein, dass wahre Liebe über den Tod herrschen müsse. Alcide und Alceste dürfen in Plutons eigener Flugkutsche wieder auf die Erde zurückkehren.

### Fünfter Akt
Ein Triumphbogen zwischen zwei Amphitheatern
Szene 1. Admète und die griechischen Völker feiern Alcides erfolgreiche Rückkehr mit Tanz und Gesang („Alcide est vainqueur du trépas“). Admète unterdrückt seinen Schmerz darüber, auf Alceste verzichten zu müssen.
Szene 2. Zur Feier des Tages lässt Lychas seinen Rivalen Straton frei.
Szene 3. Lychas und Straton fordern Céphise auf, sich für einen von ihnen zu entscheiden. Lychas verspricht ihr ewige Liebe, und Straton will nie wieder eifersüchtig sein. Céphise weist beide ab. Sie will ihre Freiheit behalten und glaubt, die Ehe zerstöre wahre Leidenschaft. Alle drei schließen sich den Feiernden an.
Szene 4. Admète und Alceste nehmen Abschied voneinander. Sie sind bereit, ihr Versprechen an Alcide zu erfüllen, können ihren Schmerz aber nicht länger verbergen. Schließlich zieht sich Admète zurück, und Alceste reicht Alcide ihre Hand. Als er ihre tiefe Liebe erkennt, überwindet Alcide sich selbst und führt das Paar wieder zusammen.
Szene 5. Apollon steigt in einem strahlenden Palast vom Himmel herab. Musen und Spiele begleiten ihn, um an den Feierlichkeiten zum Triumph Alcides teilzunehmen.
Szene 6. Auf Befehl Apollons erscheinen Hirten und Schäferinnen für das abschließende fröhliche Divertissement (Chor: „Chantons, cantons, faisons entendre“ – Straton: „A quoi bon“ – Céphise: „C’est la saison d’aimer“). Der Chor feiert den Ruhm Alcides und die Liebe Alcestes und Admètes („Triomphez, généreux Alcide“).

## Werkgeschichte
Alceste ist die zweite Tragédie en musique des französischen Barockkomponisten Jean-Baptiste Lully. Er und sein Librettist Philippe Quinault wollten damit den Beweis erbringen, dass diese damals noch neue Operngattung für Themen der antiken Tragödie geeignet war. Der verwendete Stoff war bis zu diesem Zeitpunkt in Frankreich ausschließlich auf der Sprechbühne dargestellt worden. Ihre Alceste hat allerdings nur wenige inhaltliche Übereinstimmungen mit Euripides’ Tragödie Alkestis. Sie reicherten sie mit einer Vielzahl von Divertissements und Bühneneffekten nach dem Geschmack König Ludwigs XIV. an. Die Komposition stellte Lully im Sommer 1673 fertig. Im November oder Dezember kam er mit seiner Operntruppe nach Versailles. Der König wohnte mehreren der in den Gemächern seiner Mätresse Madame de Montespan stattfindenden Proben bei und war begeistert von dem Werk. Auch Madame de Sévigné bezeichnete es schon nach den ersten Proben als „Wunder an Schönheit“ und ergänzte, dass manche Partien der Musik sie (und auch Madame de Lafayette) wirklich zu Tränen gerührt hätten.

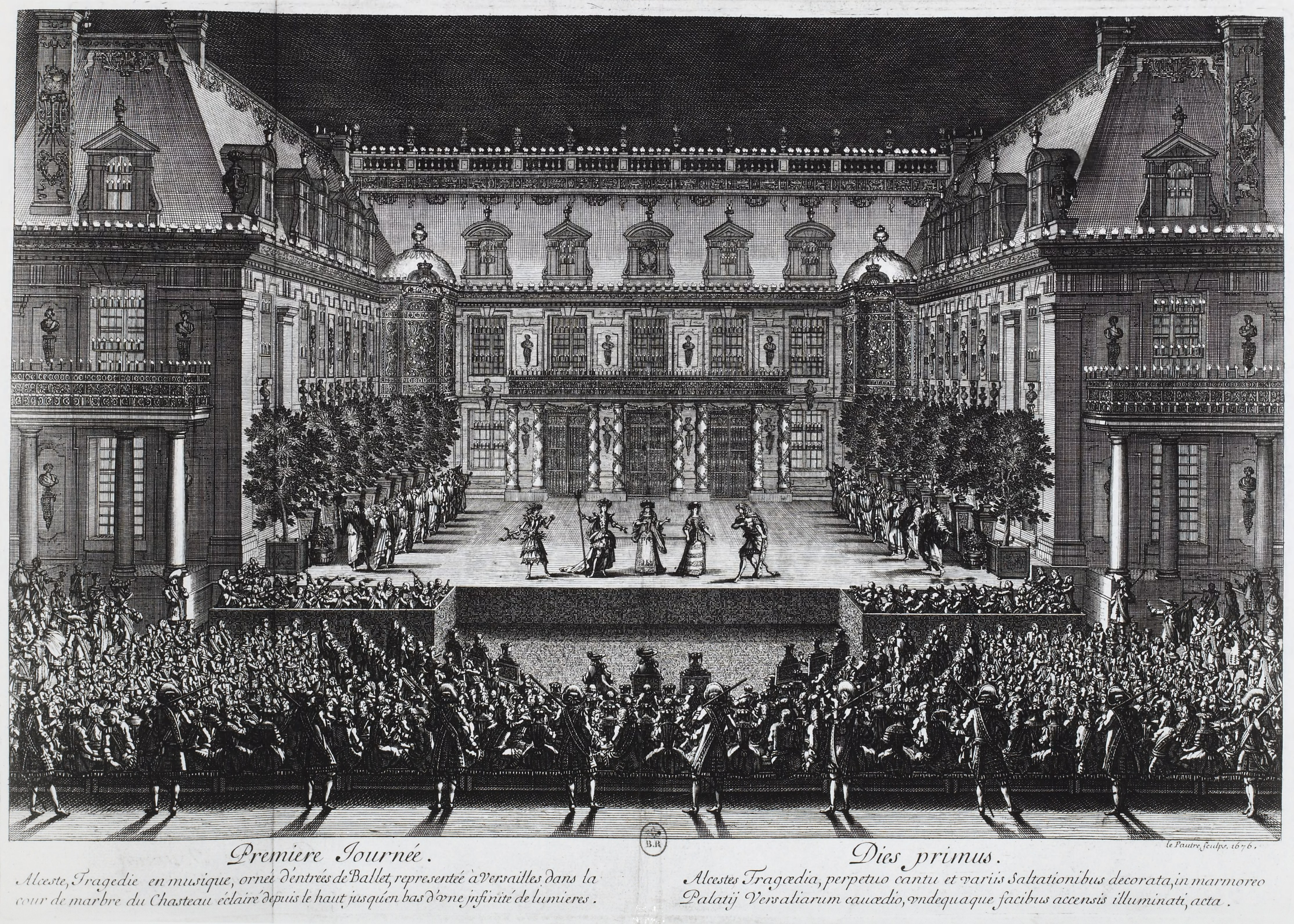
Jean Le Pautre: Aufführung in Versailles 1674

Die Uraufführung fand am 19. Januar 1674 als erste Oper überhaupt im Palais Royal der Académie Royale de musique in Paris statt. Am 4. Juli 1674 wurde die Oper im Rahmen der Feierlichkeiten zum Sieg über Franche-Comté im Holländischen Krieg erstmals am Königshof in Versailles gezeigt. Es handelte sich um eine Freiluft-Aufführung im Cour de Marbre mit einer großen Besetzung, die auf einem bekannten Stich von Jean Le Pautre dokumentiert ist. Die Hauptrollen sangen Mlle. Saint-Christophe (Alceste), Mlle. Beaucreux (Céphise), François Beaumavielle (Alcide) und Bernard Clédière (Admète). Die Namen der übrigen Sänger sind nicht überliefert. Unter den Instrumentalisten befanden sich bekannte Musiker wie Jacques-Martin Hotteterre, Philippe Rebille Philbert oder André Danican Philidor. Die Tänze leitete Pierre Beauchamp. Die Bühnenmaschinen konstruierte Carlo Vigarani. Weitere höfische Aufführungen gab es im September 1677 in Fontainebleau sowie im Dezember 1677 und Anfang Januar 1678 in Saint-Germain-en-Laye.
Die Neuerung, ein typisches Sujet der gesprochenen Tragödie auf die Opernbühne zu bringen, führte zu heftiger Kritik der Verfechter ersterer, zu denen u. a. Jean Racine und Nicolas Boileau gehörten. Diese Streitigkeiten führten schließlich zur Querelle des Anciens et des Modernes, einem Literaturstreit über die Frage, inwiefern die Antike noch zum Vorbild zeitgenössischer Kultur tauge. Verteidigt wurde die schnell erfolgreiche Alceste besonders von Charles Perrault in seinem Dialogwerk Critique de l’opéra ou Examen de la tragédie intitulée Alceste, ou Le Triomphe d’Alcide sowie in seinen Parallèles des Anciens et des Modernes. Er wies darauf hin, dass jeder diese angeblich wertlosen kleinen Lieder kenne und sie überall gesungen würden, dass die vielen als „nutzlos“ kritisierten Szenen sämtlich dramatische Zwecke erfüllten und dass sich die Konventionen der Oper von denen der gesprochenen Tragödie oder Komödie unterschieden.
Lullys Alceste hielt sich 83 Jahre im Pariser Repertoire. Erst 1767 wurde sie durch Glucks Alceste und 1776 durch eine weitere Fassung von François-Louis Gand Le Bland Du Roullet verdrängt. Es gab insgesamt zwölf Wiederaufnahmen am Hof oder in Paris: 1675, 1677, 1678, 1682, 1700, 1706, 1707, 1716, 1728/29, 1739, 1754 und 1757.:351 Am französischen Hof wurde das Werk oft auch konzertant gespielt, beispielsweise 1730 im Rahmen der „Concerts de la Reine“.:67 Hinzu kamen Produktionen in den Provinzakademien von Marseille (1695, 1696, 1700, 1723 und 1727) und Lyon (1696, 1699 und 1730):356f sowie Aufführungen in Hamburg (1681), Ansbach (vor 1686), Brüssel (1707–1727), Bonn (1719 und 1723?), Lille (1720) und Metz. Von der weiten Verbreitung zeugen über dreißig Librettodrucke, diverse Partiturabschriften sowie zwei in Amsterdam herausgegebene Drucke von Orchestersuiten aus der Oper.

Frontispiz aus dem Klavierauszug von Théodore de Lajarte, Paris 1881

Eine erste Partiturausgabe erschien 1708 bei H. de Baussen im Druck. Sie war so erfolgreich, dass noch im selben Jahr eine weitere Auflage produziert wurde.:26 1727 gab es bei Ballard in Paris eine Neuausgabe. Théodore de Lajarte veröffentlichte 1881 einen Klavierauszug der Oper in seiner Reihe Chefs-d’œuvre classiques de l’opéra français. 1932 gab Henry Prunières das Werk im Rahmen seiner Pariser Gesamtausgabe der Werke Lullys heraus, die allerdings auf Grundlage mangelhafter Quellenkenntnis entstand und schon zu dieser Zeit den wissenschaftlichen Ansprüchen nicht gerecht wurde. Eine neue kritische Ausgabe von Herbert Schneider erschien 2018 bei Bärenreiter/Alkor.
Noch zu Lullys Lebzeiten wurde das Werk musikalisch bearbeitet. Obwohl die gedruckten Libretto-Fassungen bis 1730 unverändert blieben, gab es Anpassungen beim Meeresfest (I:7), bei der Begräbniszeremonie (III:5) und in den Hades-Szenen (IV:3–4). Die Trauerszene wurde ab 1730 (Lyon) bzw. 1739 (Paris) deutlich gekürzt. Auf den Prolog und die Straton-Lychas-Szene I:3 verzichtete man bei den Wiederaufnahmen von 1754 und 1757. Auch sonst wurde wie üblich in den Rezitativen, Arien und sonstigen Stücken gekürzt. 1754 kamen einige neue Stücke hinzu, und 1757 ersetzten diese auch bekannte Arien und Chöre.:89f
Wie alle erfolgreichen französischen Opern dieser Zeit wurde auch Alceste vielfach parodiert. Neben fünf dramatischen Parodien wie beispielsweise Pierre François Biancolelli Dominiques und Jean-Antoine Romagnesis Alceste (Comédie-Italienne 1728) oder Charles-Simon Favarts La noce interrompue (Comédie-Italienne 1758) gab es unzählige parodierende Chansons und geistliche Lieder.:174,363
Ab 1973 beschäftigte sich der Dirigent Jean-Claude Malgoire mit dem Werk. 1974 führte er zunächst einige kurze Ausschnitte konzertant auf, dann einen größeren Auszug von etwa vierzig Minuten und schließlich in Paris eine nahezu vollständige Fassung. Dies führte 1975 zur ersten Tonträger-Einspielung der Oper.:14 Die britische Erstaufführung gab es am 17. September 1975 im London Opera Centre. 1980 zeigte das Staatstheater Darmstadt Malgoires Fassung mit einer deutschen Textübersetzung von Vita Huber und einer Inszenierung von Herbert Wernicke. Malgoire führte die Oper anschließend noch mehrfach auf: 1987 im Pariser Théâtre du Châtelet, 1991/1992 in einer Inszenierung von Jean-Louis Martinoty im Théâtre des Champs-Élysées, in der Königlichen Oper Versailles und in Montpellier (in diesem Jahr entstand auch eine CD-Einspielung), 1996 beim Festival d’Ambronay und im Atelier lyrique de Tourcoing, 1998 in einer Inszenierung von Romana Agnel in Warschau, 2000 konzertant im Théâtre Lyrique de Tourcoing und im Brüsseler Opernhaus La Monnaie/De Munt sowie 2006 erneut im Théâtre Lyrique de Tourcoing und im Théâtre des Champs-Élysées.
2012 dirigierte Sandra Silvio eine Konservatorium-Aufführung in Vigneux-sur-Seine. 2017 gab es beim Festival in Beaune und in der Königlichen Oper Versailles konzertante Aufführungen mit Christophe Rousset und dem Ensemble Les Talens Lyriques. Rousset spielte das Werk in diesem Jahr auch auf CD ein.

## Gestaltung
Im Vergleich mit Quinaults anderen Tragödien zeichnet sich Alceste durch eine besonders große Anzahl bühnenwirksamer Bilder aus. Neben den vielen Feiern gibt es im zweiten Akt eine Kampfszene und im dritten eine rituelle Trauerzeremonie. Eine Besonderheit ist die Durchdringung der ernsten Handlung mit komischen Elementen wie der Céphise-Nebenhandlung oder der Charon-Szene. Dies wurde von den Zeitgenossen kritisiert, erscheint heute aber als Vorzug, da Lully ein begnadeter Musik-Komödiant war. In der Unterweltszene (IV:4) simuliert der Chor das Bellen des Hundes Cerbère. Echte Tragik fehlt in dieser „Tragödie“. Es gibt stattdessen viele heldenhafte Handlungen. Der Prolog hat keinen inhaltlichen Bezug zur eigentlichen Tragödie, ist aber musikalisch mit ihr verbunden. Die Pauken und Trompeten, die la Gloire im Prolog begleiten, kommen im militärischen zweiten Akt erneut zum Einsatz. Außerdem gibt es formale Symmetrien. Die einzelnen Akte wirken durch die Verklammerung von Refrains in sich musikalisch ungewöhnlich geschlossen.
Große Popularität erzielten das Duett der Tritonen „Malgré tant d’orages“ und Céphises „Jeunes cœurs, laissez-vous prendre“ aus dem Meeresfest (I:7).
Die konkrete Orchesterbesetzung wurde für jede Aufführung an den jeweiligen Ort angepasst.:17 Bei der Freiluftaufführung in Versailles 1674 bestand sie aus sechs Flöten, vier Oboen, Musette/Cornemuse, zwei Trompeten, Pauken, Streichern und Basso continuo (mit zwei Fagotten und mindestens zwanzig Theorben/Chitarronen).

## Aufnahmen
- 18. Mai 1975 – Jean-Claude Malgoire (Dirigent), La Grande Ecurie e la Chambre du Roy, Ensemble Vocal Raphael Passaquet, Maîtrise National d’Enfants.
 Anne-Marie Rodde (La Gloire und Céphise), Renée Auphan (Nymphe der Seine, Thétis, Diane und trauernde Frau), Sonia Nigoghossian (Nymphe der Tuilerien, Nymphe der Marne, Meeresnymphe und Proserpine), Max van Egmond (Alcide und Eole), John Elwes (Lychas, Apollon und Alecton), Marc Vento (Straton), François Loup (Licomède, Cléante und Charon I), Pierre-Yves Le Maigat (Phérès, Pluton und trauernder Mann), Bruce Brewer (Admète), Felicity Palmer (Alceste), Monique Pouradier-Duteil (Charon II), Mary Criswick (Schatten), Armad de Olivier (Schatten).
 Studioaufnahme.
 CBS LP: 79 301 (3 LPs), Columbia, M3 34 580 (3 LPs).[15]:8835
- 4.–8. Januar 1992 – Jean-Claude Malgoire (Dirigent), Jean-Louis Martinoty (Inszenierung), La Grande Ecurie e la Chambre du Roy, Ensemble Vocal Sagittarius.
 Sophie Marin-Degor (La Gloire und Céphise), Miriam Ruggeri (Nymphe der Seine), Véronique Gens (Nymphe der Tuilerien, Nymphe der Marne, Proserpine und trauernde Frau), Jean-Philippe Lafont (Alcide), Gilles Ragon (Lychas), Jean-Francois Gardeil (Straton), François Loup (Licomède und Pluton), Michele Dens (Phérès), Howard Crook (Admète), Olivier Lallouette (Cléante, Eole und trauernder Mann), Colette Alliot-Lugaz (Alceste), Douglas Nasrawi (Apollon und Alecton), Claudine Le Coz (Thétis, Diane und Meeresnymphe), Gregory Reinhart (Charon).
 Live aus dem Théâtre des Champs-Élysées in Paris.
 Montaigne CD: E8527, Disques montaigne CD: 782012, Astrée Auvidis E 8527.[15]:8837
- 13, 15. und 16. Juli 2017 – Christophe Rousset (Dirigent), Les Talens Lyriques, Chœur de Chambre de Namur.
 Judith Van Wanroij (La Gloire, Alceste), Lucía Martín Cartón (Nymphe der Seine, Nymphe, trauernde Frau, Schatten), Ambroisine Bré (Nymphe der Tuilerien, Céphise, Proserpine), Bénédicte Tauran (Nymphe der Marne, Thétis und Diane), Edwin Crossley-Mercer (Alcide), Enguerrand de Hys (Lychas, Phérès, Alecton, Apollon, Triton I, Gefolgsmann Plutons), Étienne Bazola (Straton, Cléante, Eole und Pluton), Douglas Williams (Licomède und Charon), Emiliano Gonzalez Toro (Admète, Triton II).
 Aus der Salle Gaveau in Paris.
 Aparte Music AP164.[16]

## Digitalisate
- Alceste, LWV 50: Noten und Audiodateien im International Music Score Library Project
- Libretto (französisch). Baudry, Paris 1674. Digitalisat bei Gallica
- Libretto (französisch). Baudry, Paris 1675. Digitalisat bei Gallica
- Libretto (französisch). Baudry, Paris 1678. Digitalisat bei Gallica
- Libretto (französisch), Ballard, Paris 1728. Digitalisat bei Gallica
- Partitur, „première édition“. Baussen, Paris 1708. Digitalisat bei Gallica
- Partitur, „seconde édition“. Baussen, Paris 1708. Digitalisat bei Gallica
- Partitur, „seconde édition“. Ballard, Paris 1716. Digitalisat im Internet Archive
- Partitur. Ballard, Paris 1727. Digitalisat bei Gallica
- Klavierauszug von Théodore de Lajarte. Michaelis, Paris 1881. Digitalisat der Bibliothèques spécialisées et patrimoniales de la Ville de Paris